# John Galt (romancier)
Pour les articles homonymes, voir John Galt.
John Galt, né le 2 mai 1779 à Irvine, Écosse et mort le 11 avril 1839 à Greenock, Écosse, est un homme d'affaires et un homme politique écossais, écrivain et romancier.

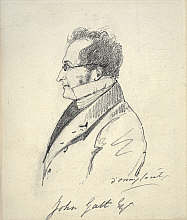
John Galt
(National Gallery de Londres).

## Biographie
Né en Écosse, il arrive au Haut-Canada en 1825 en tant que représentant de la Canada Company. À son arrivée, il négocie l'achat d'un territoire d'un million d'acres dans les basses terres situées entre le lac Ontario et le lac Huron pour une valeur de 30 ¢ l'acre. Les derniers avoirs de la Canada Company seront liquidés en 1950.
La ville de Galt en Ontario (aujourd'hui fusionné avec Cambridge) porte son nom. Il est le père d'Alexander Tilloch Galt.